# 伊拉克军事
伊拉克軍隊（阿拉伯语：القوات المسلحة العراقية）成立於1921年。是伊拉克共和国的军事力量。他们由伊拉克陸軍、伊拉克空军和伊拉克海軍组成。除这三个主要军种外，还有伊拉克特种部队。根据该国宪法的规定，伊拉克总统是军队的最高统帅，因伊拉克为议会制共和国，总理掌握实权。美軍發動伊拉克戰爭後將伊拉克复兴党政权的軍隊擊敗，目前的伊拉克武装部队為美國帮助下重新组建的新軍。
伊拉克的武装部队有很长的历史，多次干涉国内政治，同时又有着比较多的不成功的军事行动记录。他们最初成立于20世纪20年代初。1936年至1941年间，军队发动了六次军事政变。武装部队在1941年的英伊战争中首次参战。他们在1948年的阿以战争、1967年的六日战争和1973年的赎罪日战争中与以色列交战。1961年至1970年以及1974年和1975年与库尔德人发生了两场战争。更大的冲突是1980年由伊拉克人发起的两伊战争，这场战争一直持续到1988年。此后，伊拉克开始入侵科威特，导致了1991年的海湾战争，这又导致了1990年代伊拉克禁飞区冲突，最后是2003年的伊拉克战争。伊拉克军队的两个强势单位分别是后勤和战斗工程保障。伊拉克士兵通常也在困难的情况下进行了艰苦的战斗。
武装部队由国防部负责管理。自2003年美国入侵伊拉克，推翻萨达姆·侯赛因政权以来，伊拉克武装部队得到了美军的大量援助。自2009年1月1日实施《美伊部队地位协定》以来，伊拉克武装部队和伊拉克内政部的部队负责在伊拉克全境提供安全并维护法律和秩序。
伊拉克军队在历史上是阿拉伯世界中比较有能力的军队之一。然而，在萨达姆·侯赛因的独裁统治和对军事组织的干涉期间，军队的能力严重下降。尤其是伊拉克军队，是伊拉克最值得信赖的国家机构之一。伊拉克武装部队在诸如后勤和军事情报等使能职能方面的缺陷已经被发现。在高端常规行动中，伊拉克的能力目前因缺乏火炮和空中力量而受到限制。
除了正式的武装部队之外，还存在由伊拉克内政部所管辖人民动员民兵和佩什梅格（与库区政府共同领导）等其他地方武装势力。根据目前的宪法，伊拉克军队不能进入半自治的库尔德斯坦地区，该地由佩什梅格负责。

## 职责

### 法律地位
《伊拉克宪法》第9条规定了伊拉克武装部队的法律基础。第9条的大部分措辞借鉴了2004年《过渡行政法》第27条的内容。

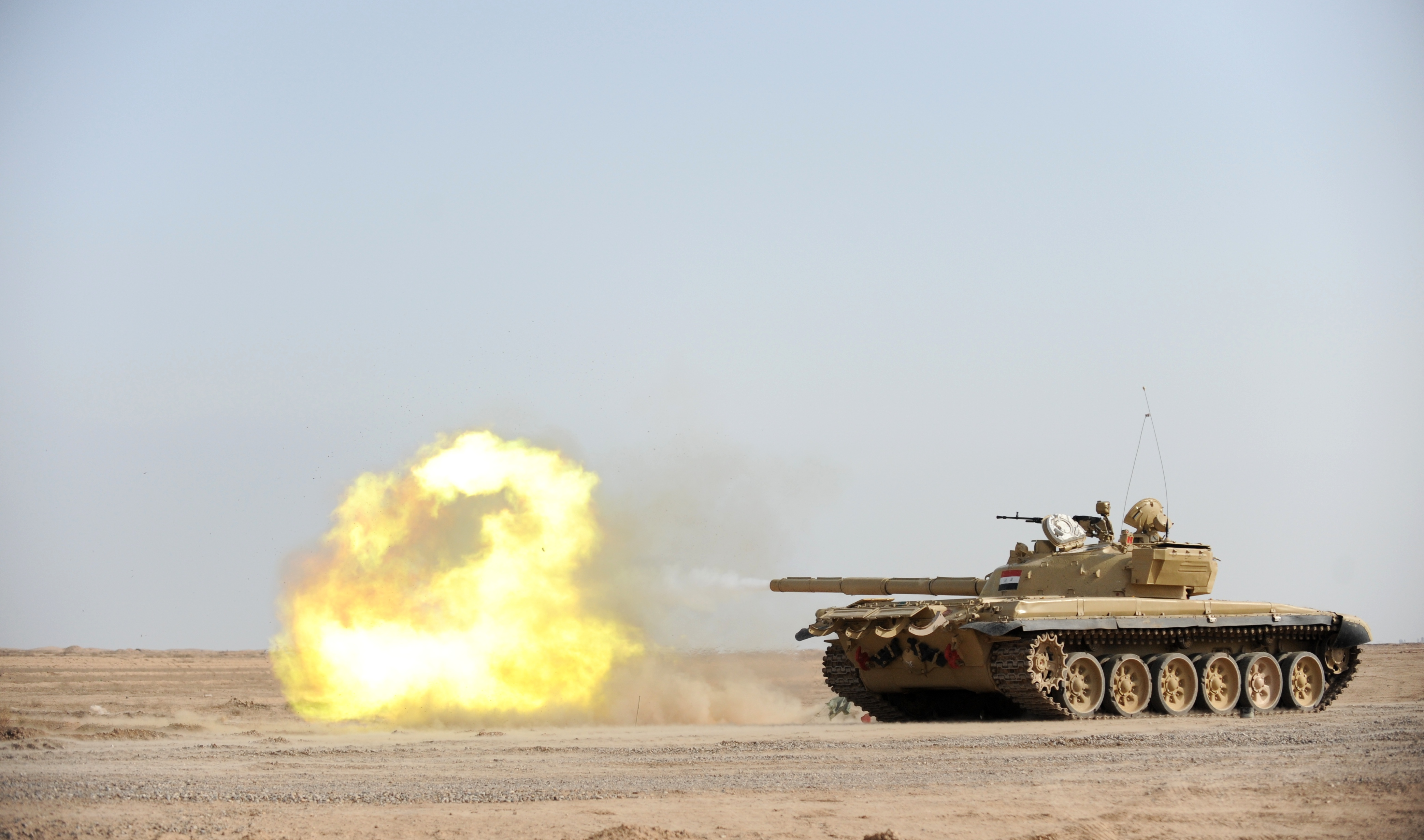
伊军T-72坦克开火。

A部分，第一节，第9条规定：“伊拉克武装部队和安全部门将由伊拉克人民的组成部分组成，并适当考虑到他们的平衡和代表性，没有歧视或排斥。他们应接受民政当局的控制，应保卫伊拉克，不应作为压迫伊拉克人民的工具，不应干涉政治事务，也不应在权力移交中发挥作用。”B和C部分禁止在武装部队框架之外组建军事民兵，并禁止武装部队人员竞选政治职务或为政治候选人竞选。C部分明确指出，允许军事人员在选举中投票。E部分明确指出，伊拉克政府承诺尊重和履行伊拉克在不扩散、不发展、不生产和不使用核生化武器方面的国际义务。第二部分说，兵役应受法律约束。

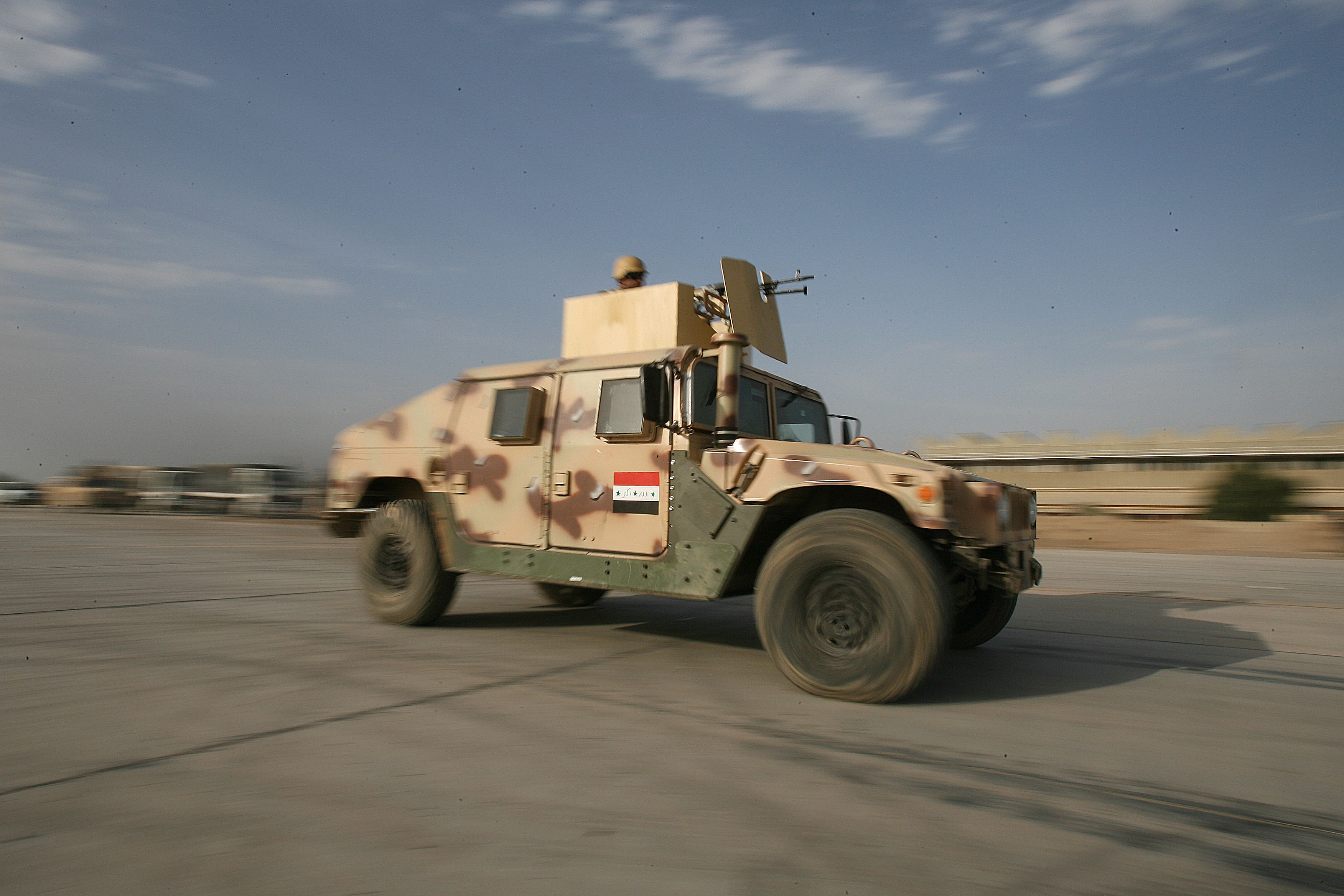
伊军第一师第二旅接收了10辆HMMWV装甲车

伊拉克的国防立法可以追溯到2003-2004年的联盟临时当局时期。2003年8月18日，联军临时权力机构第22号令成立了新伊拉克军队，2004年3月21日，联军临时权力机构第67号令将新伊拉克军队更名为伊拉克武装部队。在此过程中，伊拉克新军被扩大到包括陆军、空军、海岸防卫队、预备役部队和其他要素。
伊拉克似乎没有公开发表过国防审查或白皮书，2003年以来的大部分国防政策都是由美国制定的。例如，伊拉克多国部队的一个任务目标是“伊拉克拥有一支能够维持国内秩序的安全部队，不让伊拉克成为恐怖分子的安全庇护所”。为此，美国的目标是训练和装备伊拉克的安全部队，并逐步将安全责任移交给他们。2010年，伊军至少有三项主要的国防任务：镇压叛乱、解决库尔德佩什梅加部队与伊拉克武装部队本身的地位问题，以及从更长远的角度来看，武装部队的发展，以便他们能够保卫伊拉克免受外部威胁。

## 历史

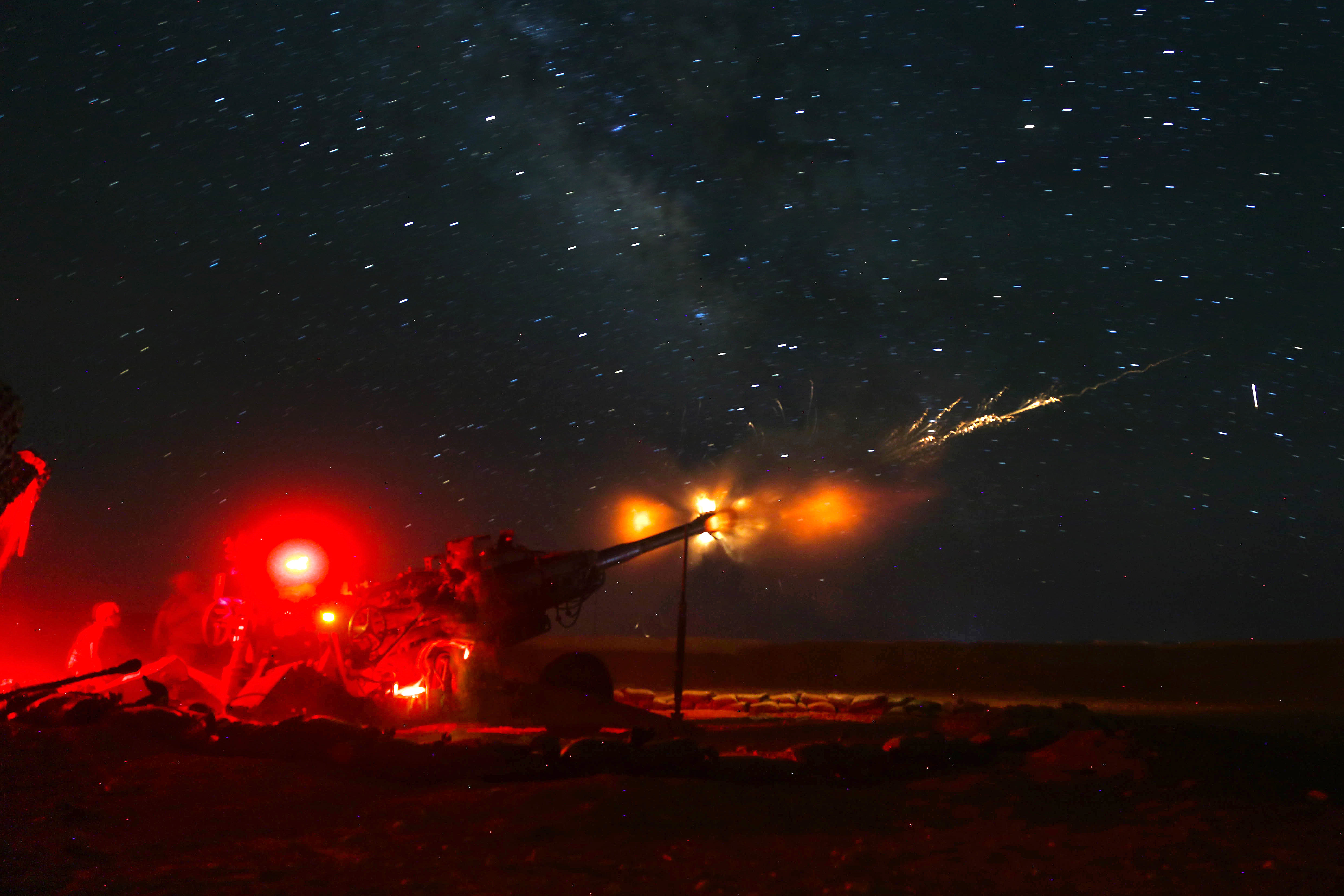
2018年6月5日，伊拉克安全部队在 "围捕行动 "中向伊拉克-叙利亚边境附近的伊拉克和叙利亚伊斯兰国已知地点发射榴弹炮。

伊拉克武装部队组建始于1917年，1917年英国于后取得对伊拉克的托管控制权后，开始组建第一支现代化武装部队。在1921年三月开罗会议期间，各国达成了一致意见，即将按照英国模式创建一支伊拉克军队，并由英国提供培训和装备。费萨尔国王希望拥有一支由15,000至20,000名士兵组成的军队。实际上，从1922－1927年军队人数又3,500人增长到了7,000人，然后在1932年增长到11,500人。军队成为了该国现代化的推动力。1931年，伊拉克空军成立，拥有少量飞行员。在此期间发生了六次军事政变，其中1936年的政变由巴克尔·西德奇领导，最后一次则是1941年的拉希德·阿里政变。在对亚述人的迫害达到高峰并导致1932年西梅勒大屠杀后，伊拉克实行了一项征兵法，以加强伊拉克军队的力量，削弱部落酋长的权力。在1938-1939年期间，伊拉克军队集中在科威特边境附近，这是当时加兹尼国王鼓励科威特与伊拉克联合的政策的一部分。
在第二次世界大战期间的1941年5月，英国军队后来在短暂的英伊战争中击败了伊拉克人。直到1958年7月14日革命爆发，新的伊拉克政府开始加强与苏联的外交关系之前，伊拉克空军使用英国飞机。伊拉克空军在20世纪50年代和60年代使用了苏联和英国的飞机。 1961年，伊拉克军队再次集结在科威特边境，并威胁要入侵。然而，英国迅速部署了士兵、飞机和海军舰艇，即所谓的“优势行动”，阻止了任何行动。伊拉克军队参加了1948年的阿拉伯以色列战争，从1961年到1970年进行了首次对库尔德人的战争，然后又参加了1967年的六日战争。
伊拉克在六日战争中的参与有限，主要是由于驻扎在约旦东部的伊拉克第三装甲师反应缓慢。由于第三装甲师没有组织好并在约旦人停止行动之前到达前线，因此伊拉克的参与仅限于对以色列的一次图-16轰炸，但未找到目标，以及以色列对位于距巴格达西部约435公里的H-3空军基地的回击。据报道，以色列摧毁了21架伊拉克飞机，而自己的损失为3架。
在第一次库尔德战争以佩什梅格的胜利结束后，伊拉克军队开始实施一系列变革。他们得出结论，苏联的装备和方法不符合他们的需求，许多西方武器比苏联的同行更为优越。此外，苏联试图通过拖延武器交付来影响伊拉克政策。尽管伊拉克继续收到大量苏联装备（SIPRI武器转移数据库显示，1973年至1990年间），但伊拉克寻求西方军事装备。从法国购买的包括1976年的64架幻影F1战斗攻击机和1977年的200辆AMX-30坦克。同年，伊拉克向意大利订购了十艘护卫舰和轻型护卫舰，并在1978年从巴西购买了200辆卡斯卡维尔装甲车。虽然伊拉克将军支持完全转向西方装备，但西方国家不愿向伊拉克出售大量武器。西方武器比苏联武器更昂贵，培训人员需要更长时间，因此不愿进行完全的装备转换。然而，从各种非共产主义国家购买了更多的武器，补充了其主要由苏联组成的武器库，并减少了对苏联军事学说的依赖。在大多数情况下，伊拉克人回到了英国军事学说，而在其他情况下，他们融合了英国和苏联的军事学说。伊拉克的后勤能力也得到了提高，购买了2,000辆重型设备运输车。
伊拉克在1973年的赎罪日战争中参与了由6万名伊拉克军队远征部队组成的叙利亚前线行动。然而，该部队表现不佳，伊拉克空军也表现不佳，101架派往叙利亚的战斗机中有26架被击落，但没有击落任何以色列飞机。
库尔德人在1974年至1975年发动了第二次库尔德战争，但在伊朗和伊拉克签订了《阿尔及尔协议》后切断了伊朗对库尔德人的支持，最终战争以库尔德人的失败告终。从1973年到1980年，萨达姆通过创建伊拉克人民军等新的准军事力量，基本上解除了武装部队的内部安全职能。他还通过提拔忠诚的军官和清洗可疑的军官来确保军队对政权的忠诚。然而，这导致军队内部充满了大量的不合格高级军官。

### 两伊战争（1980－1988年）
两伊战争（波斯语：جنگ ایران و عراق；阿拉伯语：حرب الخليج الأولى, الحرب الإيرانية العراقية）是一场旷日持久的武装冲突，始于1980年9月22日伊拉克入侵邻国伊朗。战争持续了近八年，于1988年8月20日以僵局结束，当时伊朗接受了由联合国调解的停火协议。伊拉克入侵的理由主要是为了削弱伊朗，防止阿亚图拉·鲁霍拉·霍梅尼将1979年的伊朗伊斯蘭革命输出到什叶派占多数的伊拉克，并威胁到逊尼派占主导地位的复兴党领导。伊拉克还希望取代伊朗成为波斯湾的主导国家，在这之前，由于革命前的伊朗拥有强大的经济和军事力量，以及与美国和以色列的紧密联盟，伊拉克领导人认为这并不可行。这场战争是在长期的边界争端之后发生的，因此，伊拉克曾计划吞并伊朗石油资源丰富的胡齐斯坦省和阿拉伯河东岸（在伊朗也被称为Arvand Rud）。

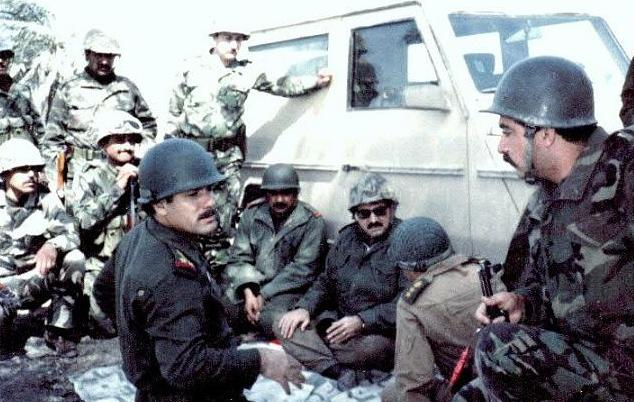
伊拉克指挥官在前线讨论战略（1986）。

尽管伊拉克希望利用伊朗革命后的混乱局面，并期望在严重削弱的伊朗面前取得决定性的胜利，但伊拉克军队只有前三个月取得了的进展，到1980年12月，伊军的入侵行动已经处于停滞。随着双方爆发激烈的战斗，伊朗军队开始对伊拉克军队取得优势，到1982年6月几乎收复了所有失地，将伊拉克人逼回了战前的边界线。在这之后的五年里，伊朗一直处于攻势，直到1988年中期伊拉克夺回主动权，其主要攻势导致了战争的最终结束。两国都有一些代理人势力在活动--最引人注目的是站在伊拉克一边的伊朗人民圣战者组织和站在伊朗一边的伊拉克库尔德民兵KDP和PUK。美国、英国、苏联、法国和大多数阿拉伯国家为伊拉克提供了大量的财政、政治和后勤支持，而伊朗则基本上被孤立。

## 海湾战争

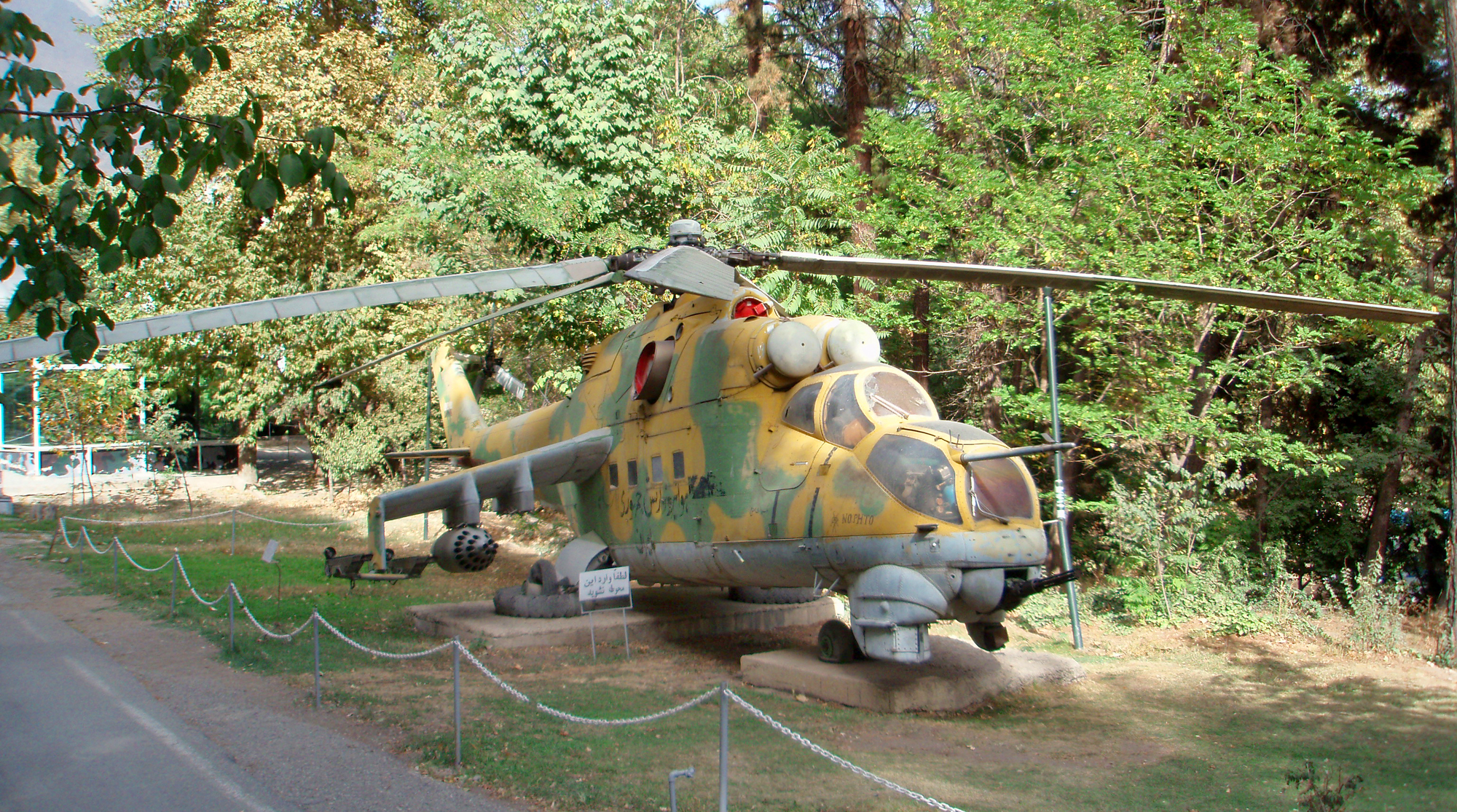
一架在伊拉克基尔库克军事博物馆展出的伊拉克米-24型飞机] 。

萨达姆·侯赛因还为政权保护机构投入了大量资源，如伊拉克共和国卫队，这些机构后来在战场上发挥了作用。在海湾战争期间，以美国为首的联军的损失导致伊拉克的地面部队减至23个师，空军减至不到300架飞机。 伊拉克人民军也被解散了。军事和经济制裁使伊拉克无法重建其军事力量。所做的重建工作主要集中在共和国卫队和战争结束后新成立的共和国特别警卫队。伊拉克保持着约375,000人的常备武装力量。武装部队的情报由军事情报总局提供。

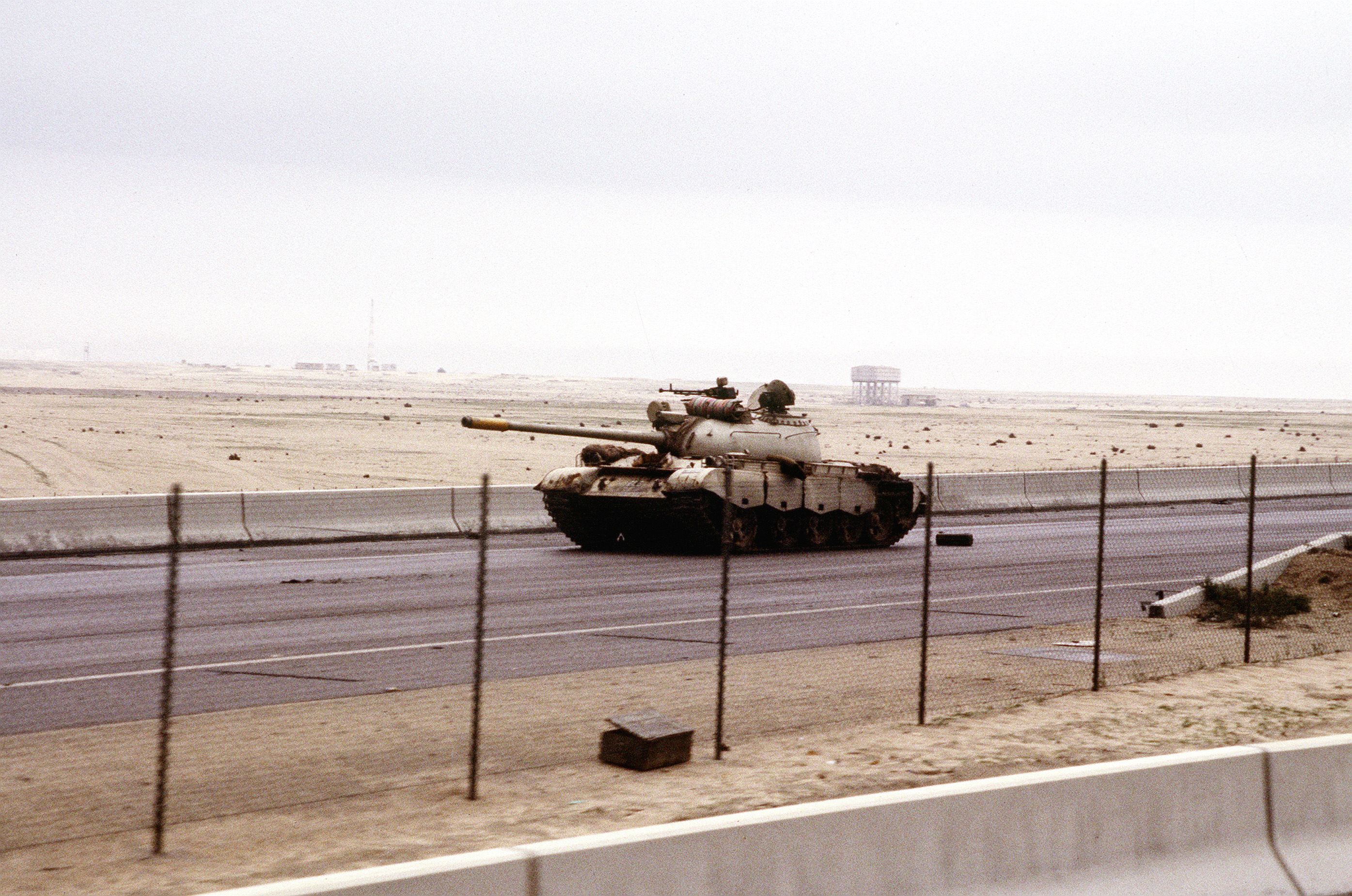
在 "沙漠风暴 "行动的地面阶段，一辆伊拉克69式主战坦克停在进入科威特市的公路边上。

在萨达姆统治下，伊拉克的国内军火生产行业不断发展，从步枪子弹到弹道导弹、先进的海军水雷、巴比伦之狮（坦克）、遥控 "无人机 "飞机、复杂的集束炸弹、红外线和电视制导炸弹以及激光制导导弹，无所不包。当时，伊拉克被认为在武器生产工业方面远远领先于其当时的对手伊朗。也是在萨达姆·侯赛因时期，启动了 "巴比伦项目"。这是一个建造一系列 "超级大炮 "的项目。萨达姆·侯赛因总统时期生产的伊拉克著名弹道导弹包括阿尔·侯赛因（导弹）和阿尔·萨穆德2。萨达姆·侯赛因时期生产的伊拉克其他值得注意的武器包括塔布克狙击步枪、法奥（自行火炮系统）、GC-45榴弹炮（伊拉克一些炮兵部队使用的GHN-45变体比任何联盟的大炮系统射程更远。这最初引起了波斯湾战争中盟军的极大担忧），以及LUGM-145（海军停泊的接触雷）。1991年海湾战争结束前，萨达姆·侯赛因领导下有一个伊拉克生物武器计划（不要与伊拉克化学武器计划混淆）。当伊拉克人在伊拉克的沙漠中测试生物弹头（含有炭疽和肉毒杆菌毒素）时，1980至1988年的两伊战争已经结束。

## 概觀
該國因宗教及領土糾紛與伊朗曾發生過歷時八年的兩伊戰爭，雙方死傷超過百萬，伊拉克軍隊於1991年入侵科威特發動波斯灣戰爭，科威特首都三天之內即告淪陷，以美國為首的多國聯軍發動代號為沙漠風暴的軍事行動，並在一個月內將伊拉克軍隊逐出科威特。
2003年春初，美軍以伊拉克侯赛因政權擁有大規模殺傷性武器為由開始進軍伊拉克，美英聯軍在三個月內即佔領伊拉克首都巴格達，並開始著手建立新的民主政權。2003年5月16日，负责监管伊拉克战后政治和经济重建的最高文职行政长官保罗·布雷默抵达巴格达上任的第三天，签署了CPA Order No. 2，解散伊拉克军队。
該國自侯赛因政權倒台後，陸續接收美國軍援以汰換老舊的蘇式武器裝備。
美軍自2005年開始著手訓練伊拉克新軍，有140輛M1A1（約30輛於伊拉克內戰中損失）、M1117守護者裝甲車264輛、數量可觀的悍馬，特種部隊普遍裝備國際MaxxPro反地雷伏擊車及MRAP。
空軍方面，伊拉克軍隊擁有F-16戰鬥機、二十四架T-50IQ輕型戰鬥機、C130及三十架的Mi28及許多的Mi24和Mi17。

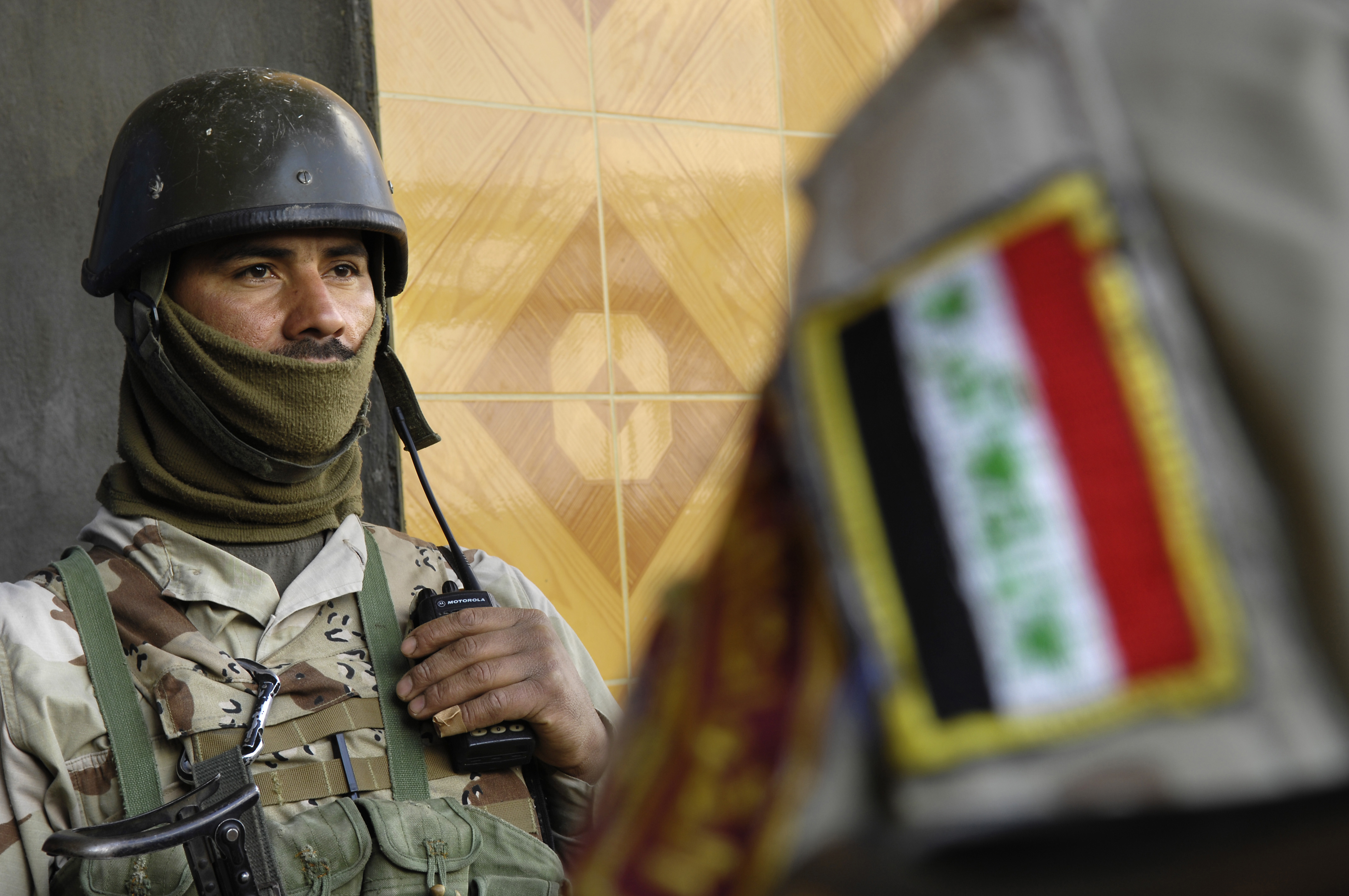
新軍制服
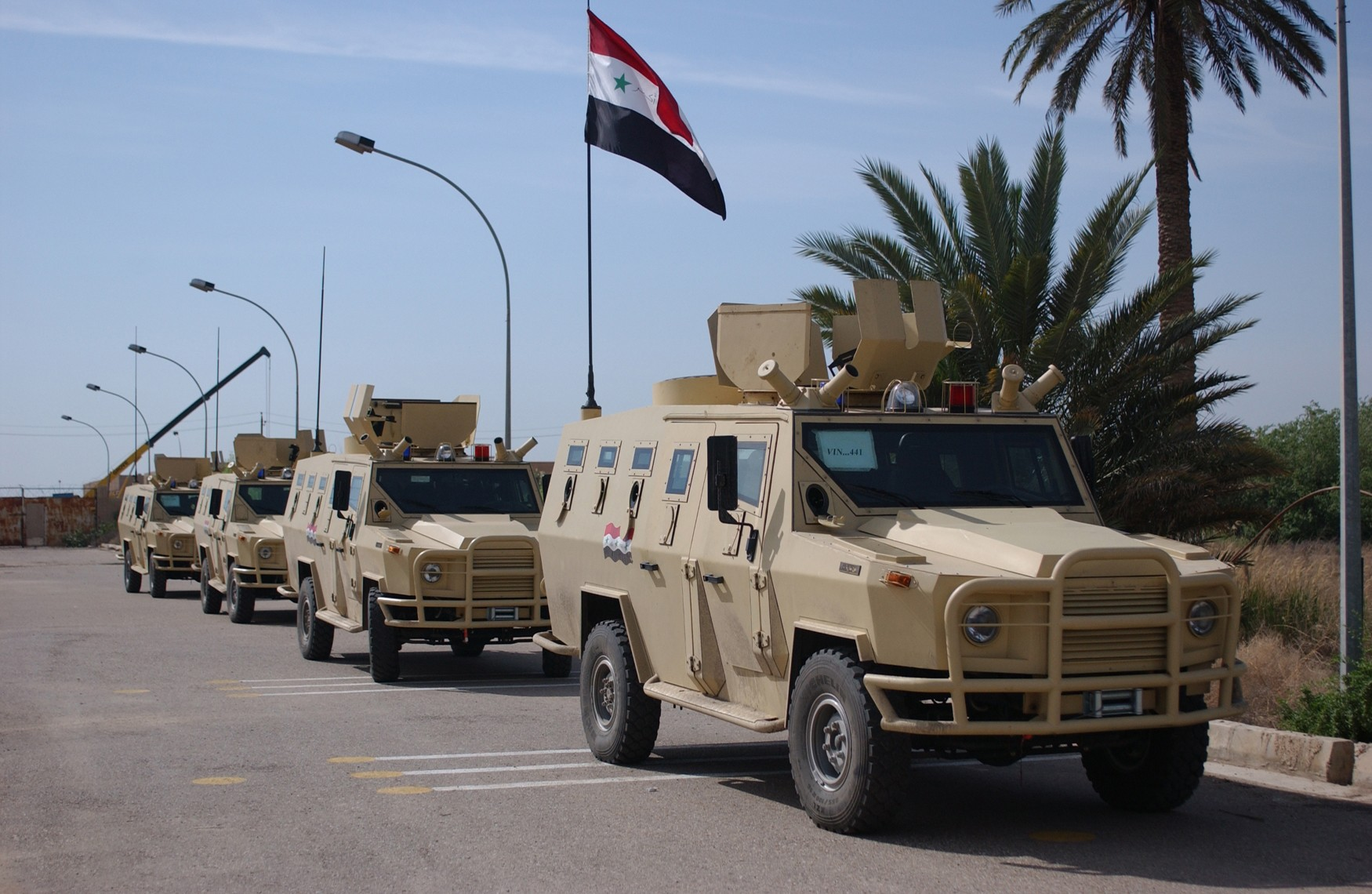
陸軍Dzik-3裝甲車
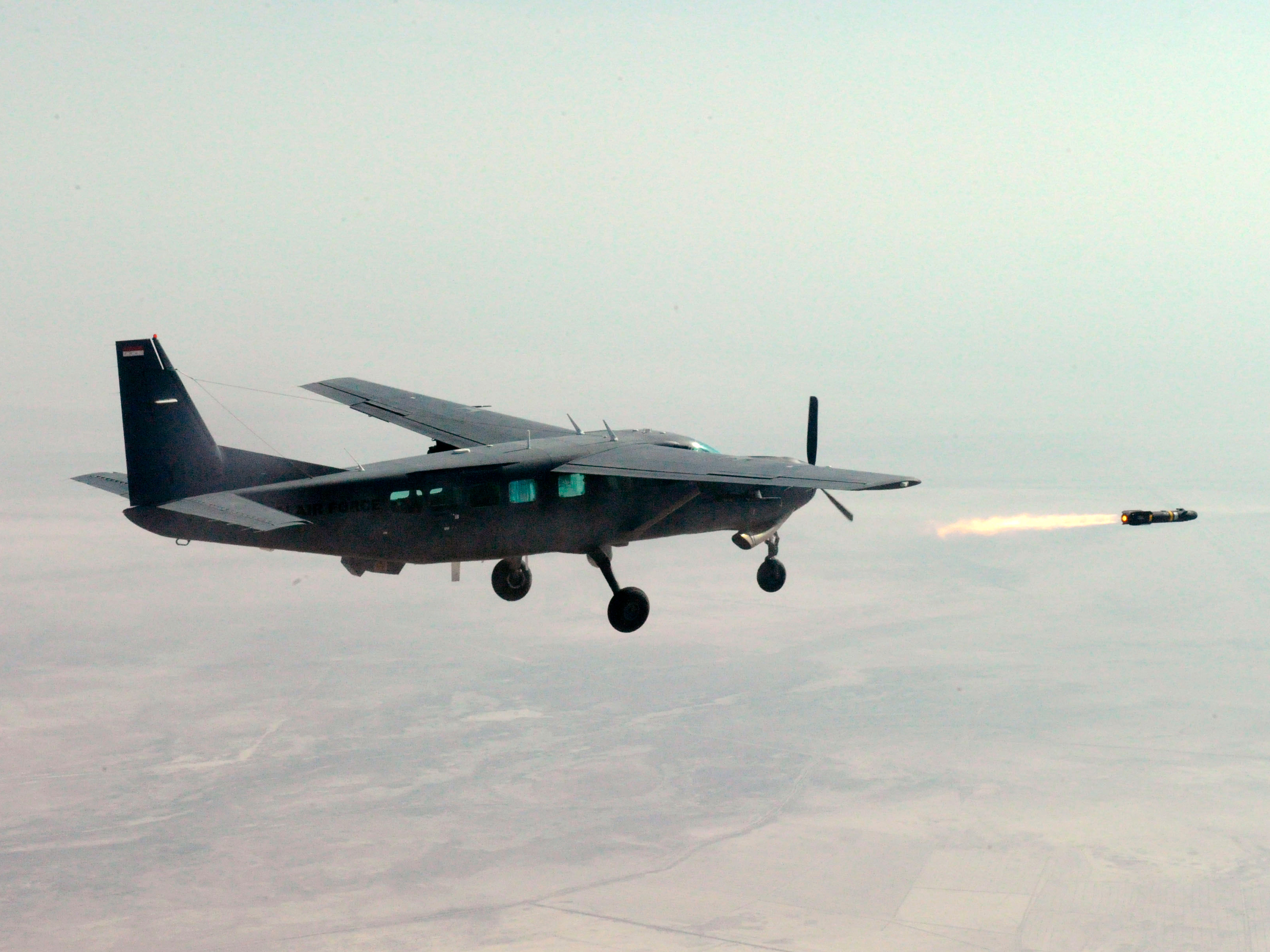
AC208發射地獄火飛彈
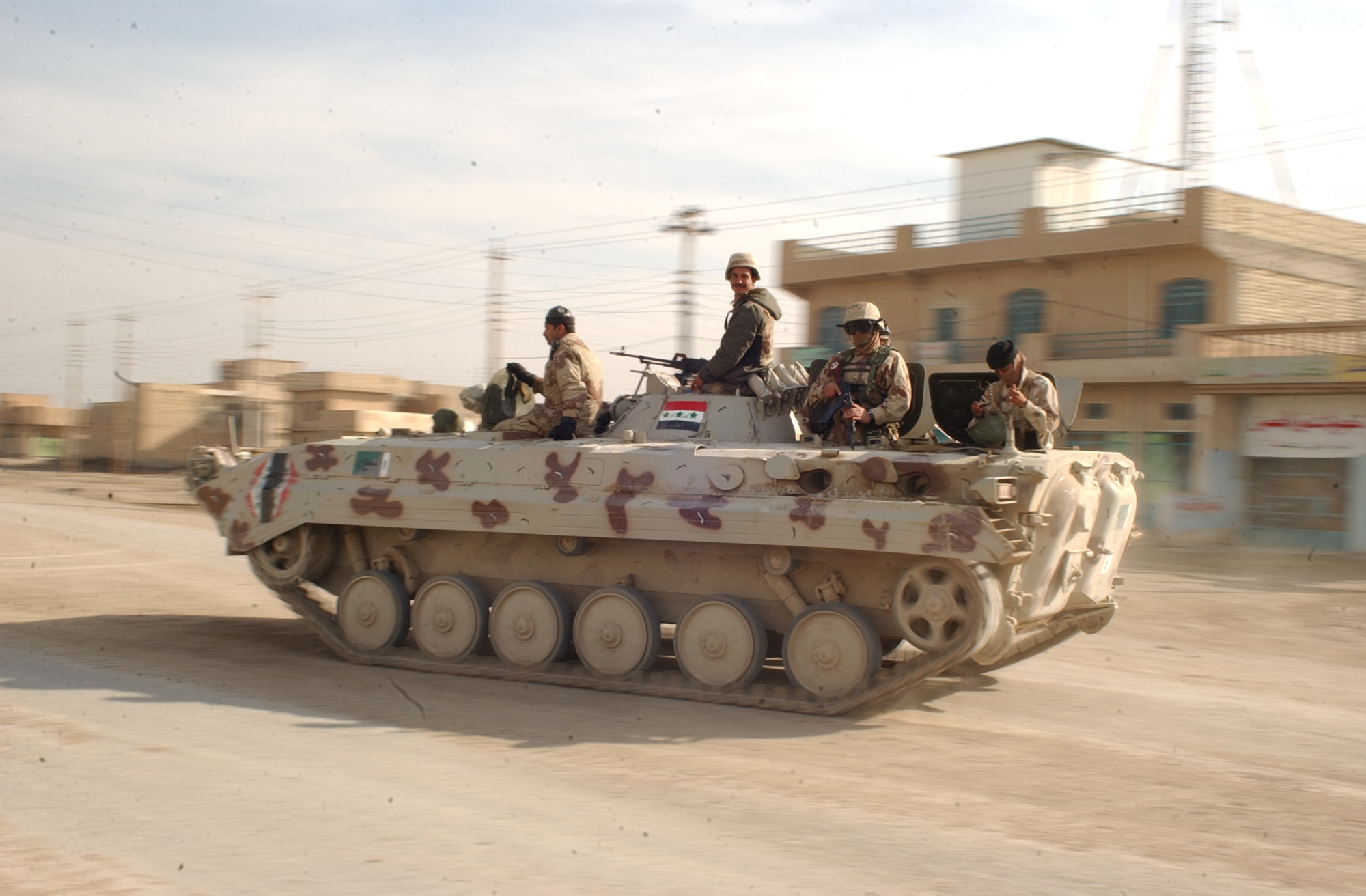
BMP-1
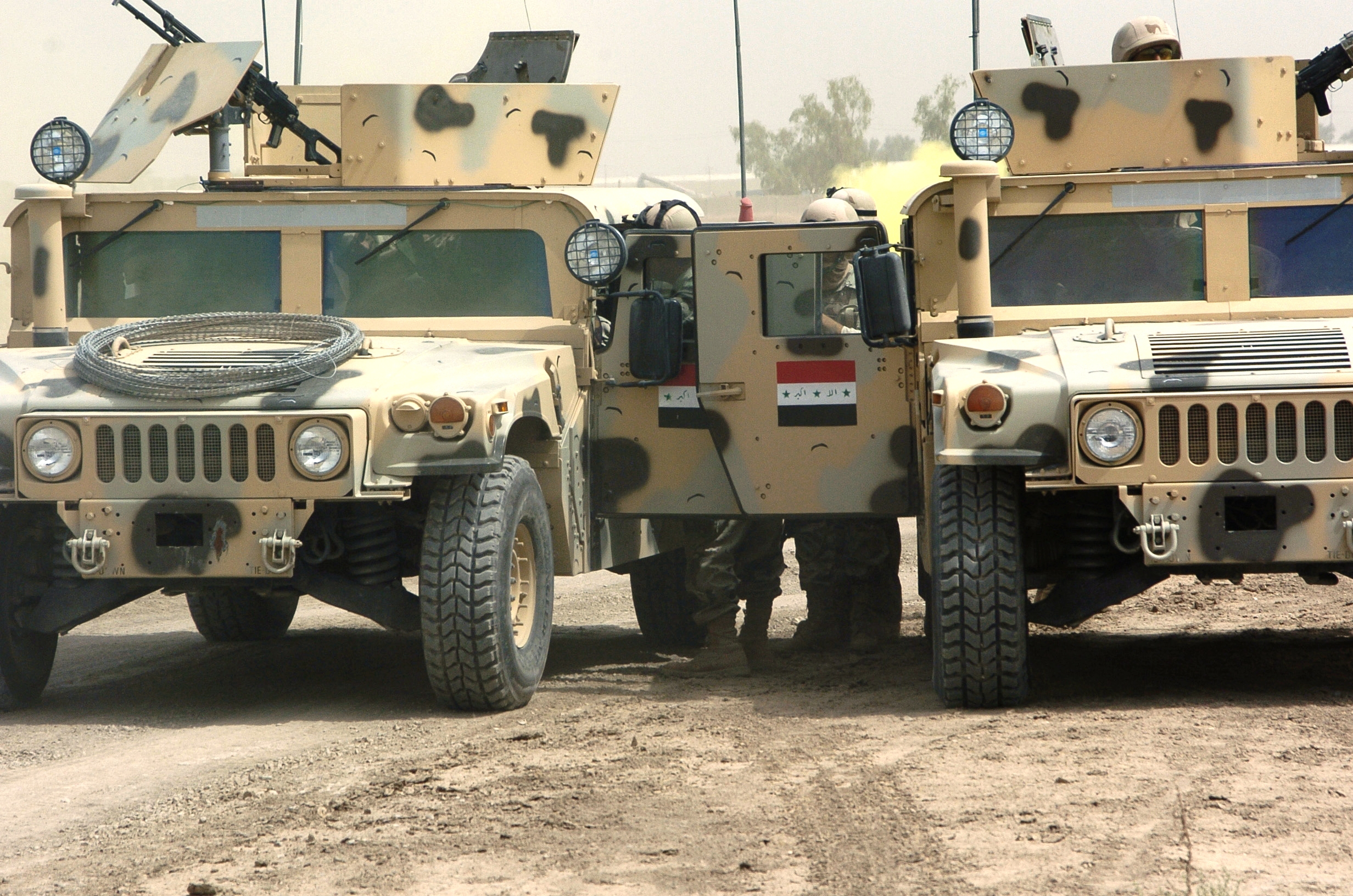
悍馬車
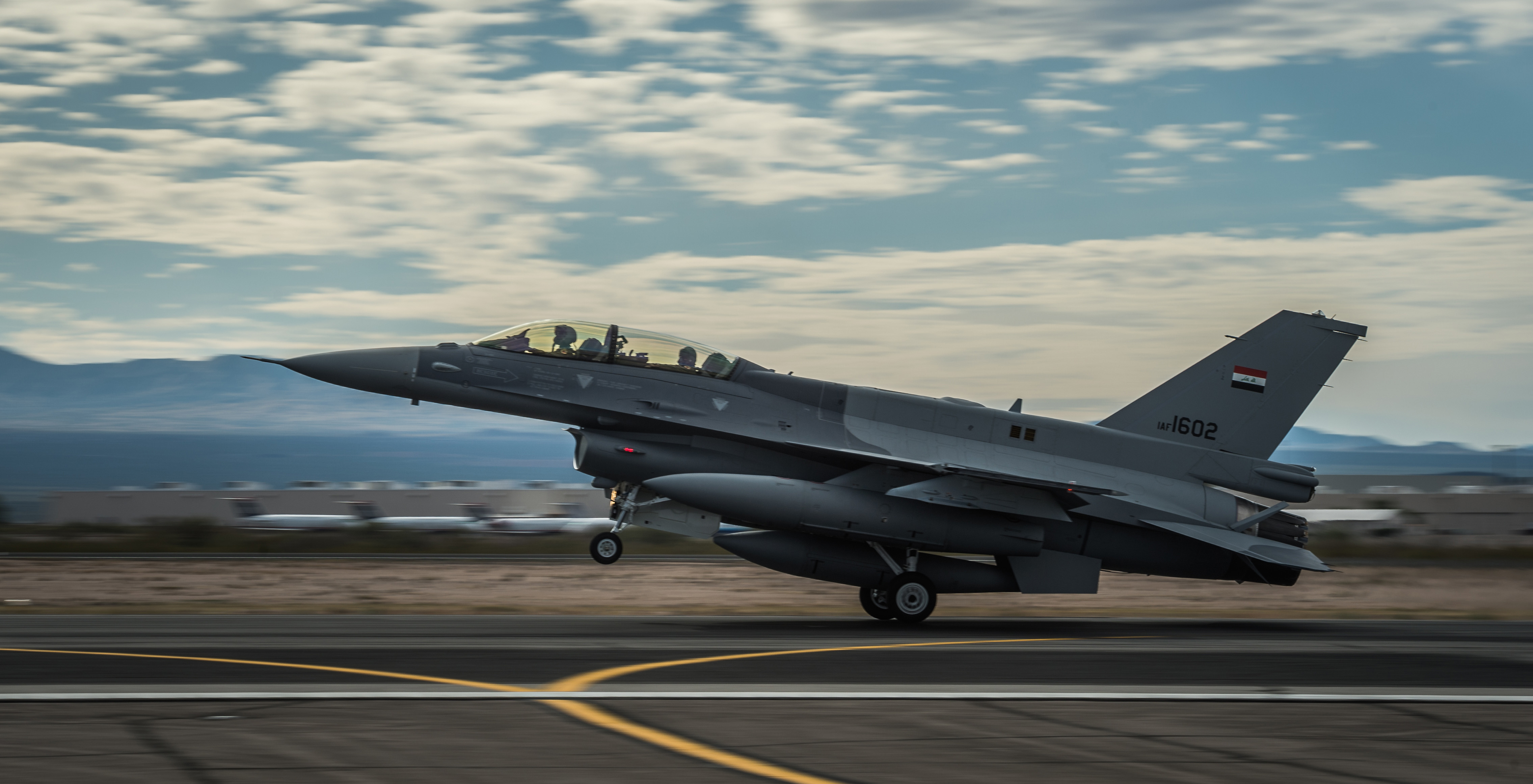
F-16
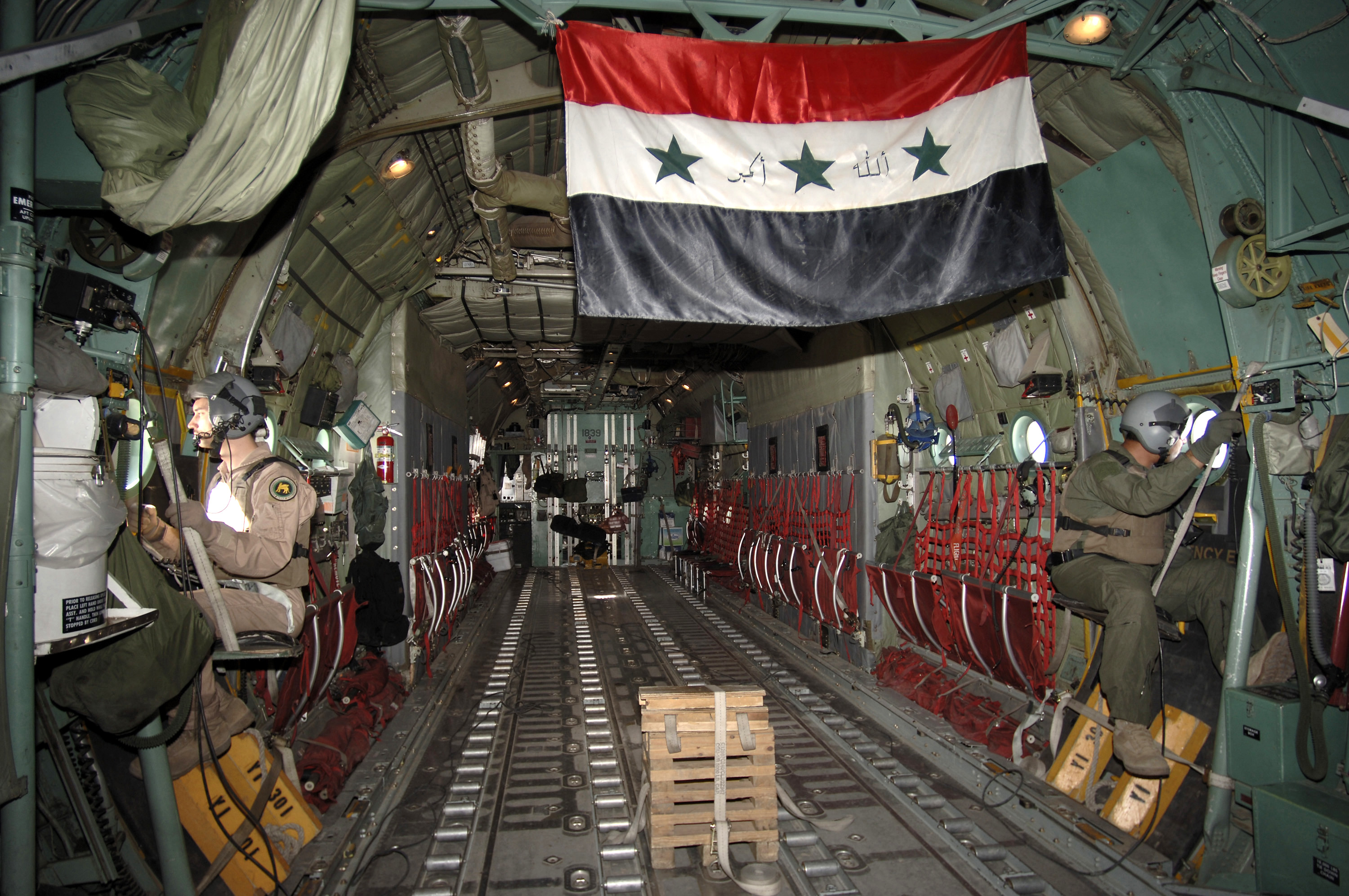
C-130
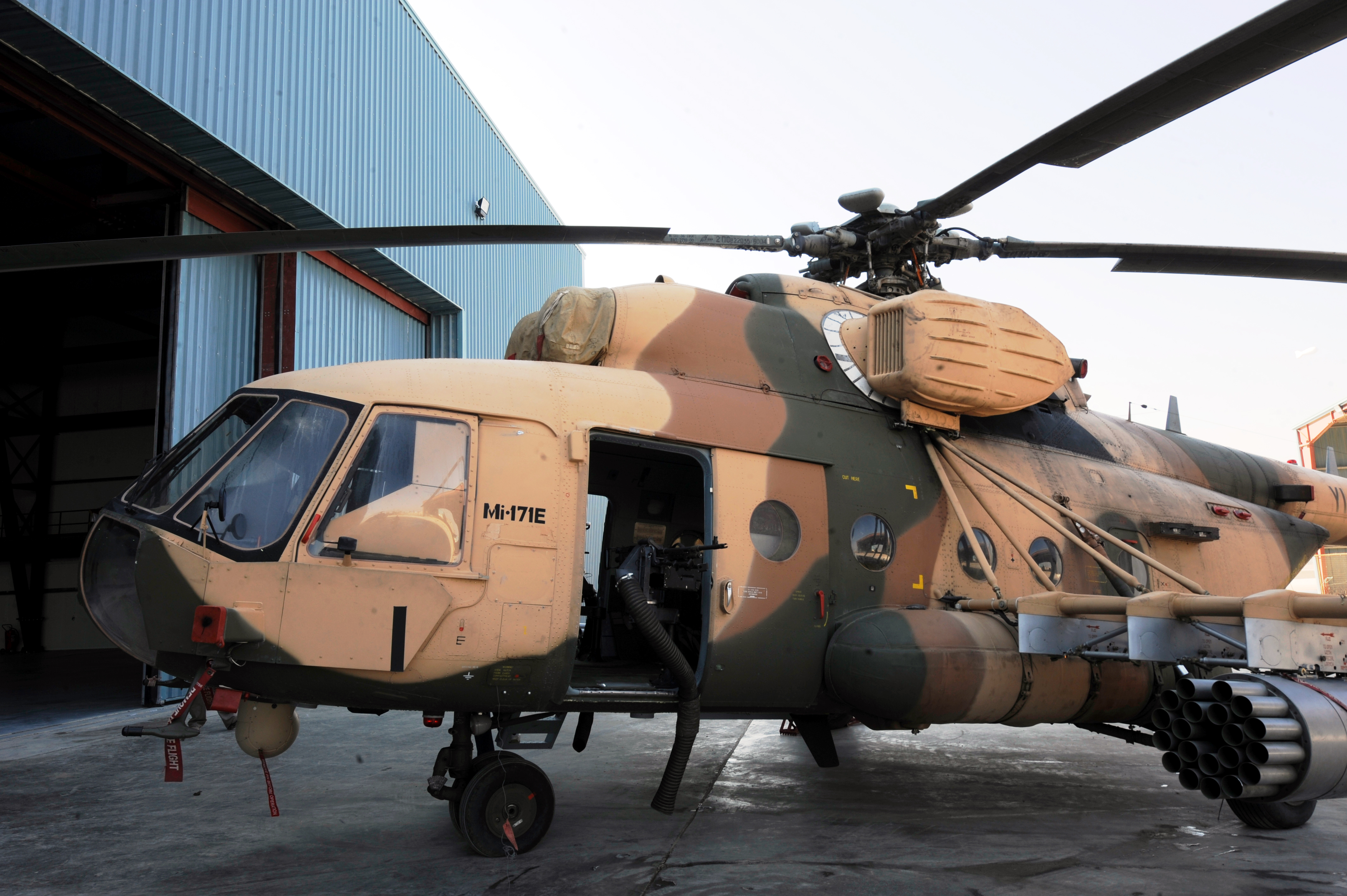
Mi-171
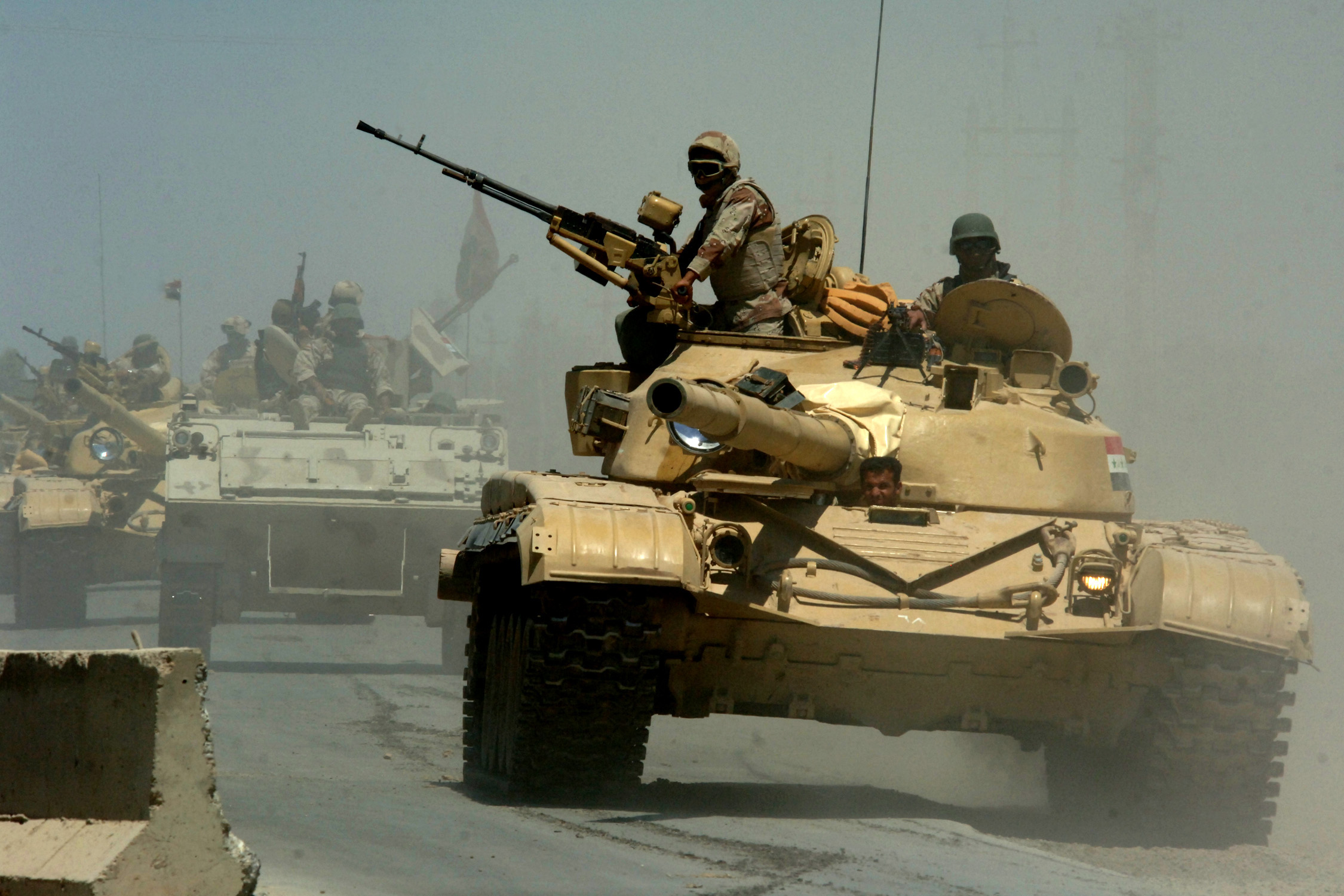
T-72

## 伊斯蘭國的威脅
2014年起，在敘利亞內戰中壯大的伊斯蘭國武裝份子在伊拉克境內接連發動攻勢，佔領了伊拉克大批的油田與領土。耗費巨資建立的新伊拉克軍隊面對伊斯蘭國武裝不堪一擊，節節敗退並丟棄大量武器任由伊斯蘭國據為己用。
在新的伊拉克軍隊中，利用已陣亡或開小差的「幽靈士兵」侵吞軍餉的現象普遍，真正的軍隊人數沒有表面數字那麼多。據報在2014年伊斯蘭國武裝大舉南下時，政府軍可戰之兵不足10萬。
在2014年初夏，伊拉克陸軍接近一半兵力被伊斯蘭國撃潰。2014年8月美國宣佈對伊拉克境內的伊斯蘭國目標展開空襲，該次軍事行動有美國、英國、法國、德國、澳洲、沙烏地阿拉伯、卡達、約旦、阿聯等12個國家參與，後來擴大至敘利亞境內的伊斯蘭國目標。到了2015年1月份已有6,000名伊斯蘭國武裝份子被多國聯軍炸死。

### 戰鬥表現
在2014年6月伊斯蘭國攻佔摩蘇爾之戰，駐守的伊拉克政府軍有兩個師約3萬人，面對800名敵軍進攻，迅即落荒而逃。隨後美國增派美軍到伊拉克協助訓練伊軍，但是在2015年5月的拉馬迪之戰，駐守的6,000名政府軍仍被150名伊斯蘭國武裝分子撃潰，再次反映伊軍仍然不堪一擊。美國國防部長卡特事後批評伊拉克軍隊缺乏戰意。

## 其它武裝力量

### 庫爾德族武裝
伊拉克库尔德斯坦自治政府有自己的武裝部隊「佩什梅格」，人數超過10萬人，武器以輕武器為主。伊拉克憲法容許庫爾德族自治區擁有自己的軍隊，而法律也規定中央政府的武裝部隊不得進駐庫爾德族自治區。在對抗伊斯蘭國的戰鬥中，庫爾德族武裝表現了比伊拉克政府軍更高的士氣，不過庫爾德族武裝主要是在伊拉克北部庫爾德族聚居地及附近地區行動，無意深入其它非庫爾德族地區駐守或戰鬥。
庫爾德自由戰士有許多武器是以前趁美軍推翻侯賽因政權時乘機從舊政府軍奪取。伊拉克新政府一直擔心庫爾德族進一步尋求獨立，阻撓庫爾德自治政府向外採購武器彈藥，其它國家也不欲繞過伊拉克政府直接與他們交易。直至伊斯蘭國的威脅大增後，西方國家才有限度向庫爾德自由戰士提供武器彈藥。

### 什葉派民兵
人民動員是2014年6月成立的什葉派民兵，協同政府軍對抗伊斯蘭國武裝分子，並得到伊朗支持。至2015年1月，外間有估計指伊朗支持的民兵多達10萬至12萬人。在伊拉克政府軍連番戰敗後，什葉派民兵已成為伊拉克政府倚賴的一支重要地面武裝力量。